# 6월 12일
6월 12일은 그레고리력으로 163번째(윤년일 경우 164번째) 날에 해당한다.

## 사건
- 1109년 - 고려 예종 4년, 여진(女眞)이 화친을 요청하자 윤관(尹瓘)과 오연총(吳延寵)이 길주(吉州)로 가던 군대를 정주(定州)로 돌렸다.
- 1421년 - 조선 세종 3년, 한성부에 홍수로 민가 유실 75호, 익사자 다수 등의 피해 발생하다.
- 1531년 - 조선 중종 26년, 전라도 익산군(益山郡)의 미륵산(彌勒山)이 무너져 중 4명이 깔려 죽었다. 함열현(咸悅縣)에서는 구인산(蚯蚓山)이 무너져 집 15채가 파묻혔다.
- 1560년 - 일본 센고쿠 시대 오케하자마 전투에서 오다 노부나가가 이마가와 요시모토을 패배시키다.
- 1716년 - 조선 숙종 42년, 충청도 예산(禮山)·정산(定山)·공주(公州)에 홍수로 민가 유실 300여 호 등의 피해가 발생하다.
- 1732년 - 조선 영조 8년, 충청도에서 전염병으로 많은 사람이 죽다.
- 1776년 - 버지니아 권리 장전이 채택되다.
- 1854년 - 조선 철종 5년, 함경도 연해읍(沿海邑)에 이국선이 와서 교역하는 것을 금지하다.
- 1896년 ~ 에밀리오 아기날도 등이 카비테에서 필리핀 독립을 선언하면서, 말롤로스에 임시수도를 설치하였다.
- 1919년 - 한국의 독립운동: 구국모험단(단장 김성근)이 상해에서 조직되다.
- 1935년 - 볼리비아와 파라과이 사이에 일어난 차코 전쟁이 끝나다.
- 1944년 - 중국공산당의 마오쩌둥이 국민당의 지도자 장제스를 지지한다고 선언하다.
- 1950년 - 대한민국의 중앙은행인 한국은행이 출범하였다.
- 1987년 - 
  - 미국 대통령 로널드 레이건이 브란덴부르크 문에서 이 장벽을 허무시오 (Tear down this wall!) 연설을 하다.
  - 대한민국 코미디언 김병조, 민주정의당 전당 대회(6월 10일) 발언 물의로 MBC 방송에서 일시 출연 정지 징계를 당하다.
- 1991년
  - 피나투보 화산이 1450년 대분화 이후 활동이 없다가 분화하였다. 20세기 마지막 대분화로 인해 선정상에 2.5Km에 이르는 칼데라호가 생겼고, 산의 고도가 1,745m에서 1,485m로 낮아졌다.
  - 러시아의 대통령으로 보리스 옐친이 당선되다.
- 1995년 - 조선민주주의인민공화국 외무성 부부상 김계관·미국 국무부 동아태 담당 부차관보 토마스 허바드, 경수로 지원 사업 관련하여 최종 합의하다.
- 2009년 - 이란의 대통령 선거에서 마무드 아마디네자드 후보가 당선돼 재선에 성공하였다.
- 2016년 - 미국 플로리다주 올랜도 나이트클럽에서 총기 난사 사건이 발생해 50명이 사망하고 53명이 부상을 입었다.
- 2018년 - 그리스와 마케도니아 사이에 프레스파 협정이 체결되면서 마케도니아 국호 분쟁이 종식되었다.

## 문화
- 1784년 - 조선 정조 8년, 《홍문관지(弘文館志)》가 완성되다.
- 1797년 - 조선 정조 21년, 《육주약선(陸奏約選)》이 완성되다.
- 1942년 - 안네 프랑크가 13번째 생일 선물로 일기장을 받았고 이날부터 《안네의 일기》를 집필하기 시작하다.
- 1950년 - 대한민국의 중앙은행으로 한국은행이 설립되다.
- 1982년 - 새 500원 권 주화가 발행되어 시중에 유통되다.
- 1987년 - 대한민국 코미디언 김병조, 민주정의당 전당 대회(6월 10일) 발언 물의로 MBC 방송에서 일시 출연 정지 징계를 당하다.
- 1994년 - 세계 최대의 쌍발엔진 제트기 보잉 777이 첫비행을 하다.
- 2002년 - 아르헨티나가 2002년 FIFA 월드컵에서 스웨덴과 비겨 1승 1무 1패(2득점, 2실점) F조 3위로 1970년 지역예선 탈락 이후 처음으로 16강이 좌절되다.
- 2004년 - 유로 2004 대회가 포르투갈에서 열리다. (~ 7월 4일)
- 2010년 - 2010년 FIFA 월드컵에서 대한민국 축구 국가대표팀이 그리스 축구 국가대표팀을 상대로 이정수와 박지성의 득점으로 원정 월드컵에서의 유럽팀 상대 첫승을 기록했다.
- 2014년 - 2014년 FIFA 월드컵이 브라질에서 개막하다(UTC−03)

## 탄생
- 1851년 - 영국의 물리학자 올리버 로지. (~1940년)
- 1861년 - 조선 말기의 문신, 정치인, 사상가, 작가 박영효. (~1939년)
- 1874년 - 대한제국의 민속무용가 한성준. (~1942년)
- 1890년 - 오스트리아의 화가 에곤 실레. (~1918년)
- 1893년 - 미국의 군인, 정치인, 외교관 존 R. 하지. (~1963년)
- 1897년 - 영국의 정치인, 총리 앤서니 이든. (~1977년)
- 1908년 - 나치 독일의 군인 오토 스코르체니. (~1975년)
- 1914년 - 일본의 바둑 기사 오청원. (~2014년)
- 1915년 - 미국의 은행가, 사업가 데이비드 록펠러. (~2017년)
- 1924년 - 미국의 제41대 대통령 조지 H. W. 부시. (~2018년)
- 1925년 - 대한민국의 언론인 최창봉. (~2016년)
- 1929년 - 독일의 유대인 소녀 안네 프랑크. (~1945년)
- 1930년
  - 미국의 배우 겸 희극인 짐 네이버스. (~2017년)
  - 대한민국의 전 대학 교수 김성수.
- 1931년 - 중화인민공화국의 정치인 야오원위안. (~2005년)
- 1932년 - 대한민국의 의료인이자 교육자 이길여.
- 1941년 - 미국의 재즈 키보디스트 칙 코리아. (~2021년)
- 1946년 - 미국의 배우 잭 티보.
- 1949년 - 잉글랜드의 음악가 존 웨튼. (~2017년)
- 1956년 - 대한민국의 배우 권은아.
- 1957년 - 대한민국의 배우 유퉁.
- 1959년 - 캐나다의 육상 선수 디자이 윌리엄스. (~2022년)
- 1961년 - 대한민국의 정치인 안규백.
- 1963년
  - 대한민국의 트로트 가수 박진도.
  - 나이지리아의 목사, 전도사 T. B. 조슈아. (~2021년)
- 1964년 - 대한민국의 법조인, 정치인 박균택.
- 1965년 - 대한민국의 정치인 서흥원.
- 1966년 - 프랑스의 배우, 모델 에마뉘엘 세니에르.
- 1967년 - 대한민국의 영화 감독 김진영.
- 1968년 - 대한민국의 배우 이상훈.
- 1970년 - 대한민국의 기자, 앵커 이주한.
- 1971년 - 미국의 프로레슬링 선수 마크 헨리.
- 1972년 - 대한민국의 전 야구 선수, 현 야구 코치 전상렬.
- 1973년 - 일본의 성우 사이가 미츠키.
- 1974년
  - 일본의 전 야구 선수 마쓰이 히데키.
  - 미국의 배우, 희극인 제이슨 뮤스.
- 1976년 - 일본의 가수, 기타리스트 오카모토 히토시.
- 1978년 - 대한민국의 유도 선수 황희태.
- 1979년
  - 러시아의 작가 드미트리 글루홉스키.
  - 대한민국의 가수 차승민.
  - 대한민국의 가수 최예원.
  - 스웨덴의 싱어송라이터 로빈.
- 1980년
  - 대한민국의 배우 박효준.
  - 대한민국의 희극인 심진화.
  - 대한민국의 희극인 유상무.
  - 우크라이나의 정치인, 내무부 장관 데니스 모나스티르스키. (~2023년)
  - 프랑스의 체조 선수 브누아 카라노브.
- 1981년
  - 브라질의 모델 아드리아나 리마.
  - 대한민국의 뮤지컬 배우 육현욱.
- 1982년 - 대한민국의 배우 조수현.
- 1983년
  - 나이지리아의 종합격투기 선수 앤디 올로건.
  - 캐나다의 축구 선수 크리스틴 싱클레어.
  - 폴란드의 모델 아냐 루비크.
- 1984년
  - 대한민국의 영화배우, 뮤지컬 배우 정인지.
  - 대한민국의 마술사 홍준표.
  - 대한민국의 화가 이민주.
- 1985년 - 미국의 배우 데이브 프랭코.
- 1987년
  - 대한민국의 배우 류덕환.
  - 대한민국의 가수 멜로디.
  - 호주의 배우, 모델 애비 리 커쇼.
  - 브라질의 축구 선수 지우.
- 1988년 - 스위스의 축구 선수 에렌 데르디요크.
- 1989년 - 대한민국의 희극인 장슬기.
- 1990년 - 대한민국의 배우 곽정욱.
- 1991년 - 캐나다의 가수, 싱어송라이터 제시 레예스.
- 1992년
  - 대한민국의 성우 김현욱.
  - 브라질의 축구 선수 필리피 코치뉴.
  - 대한민국의 가수 디아.
- 1993년
  - 대한민국의 래퍼 다혜 (베스티).
  - 대한민국의 가수 댄디남.
  - 일본의 가수, 모델, 배우 고토 유키.
- 1994년 - 대한민국의 배구 선수 고예림.
- 1995년 - 대한민국의 야구 선수 배병옥.
- 1996년
  - 대한민국의 가수 JIN (러블리즈).
  - 콜롬비아의 축구 선수 다빈손 산체스.
  - 미국의 가수 애나 마거릿.
- 1997년 - 아제르바이잔의 리듬체조 선수 마리나 두룬다.
- 1999년 - 대한민국의 배우 심달기.
- 2000년
  - 대한민국의 배우 박유선.
  - 대한민국의 리그 오브 레전드 프로게이머 야하롱.
  - 중화인민공화국의 사격 선수 셰위.
- 2001년 - 대한민국의 야구 선수 신지후.
- 2005년 - 대한민국의 바둑 기사 한우진.
- 2006년 - 대한민국의 탁구 선수 오준성.

## 사망
- 1560년 - 일본의 센고쿠 다이묘 이마가와 요시모토. (1519년~)
- 1728년 - 일본의 에도시대 다이묘 니와 히데노부. (1690년~)
- 1734년 - 영국 귀족의 프랑스 원수 제1대 베릭 공작 제임스 피츠제임스. (1670년~)
- 1878년 - 조선 제25대 국왕 철종의 비 철인왕후. (1837년~)
- 1912년 - 프랑스의 정치인 프레데리크 파시. (1822년~)
- 1937년 - 소련의 군인 미하일 투하쳅스키. (1893년~)
- 1960년 - 미국의 배우 잭 리처드슨. (1870년~)
- 1968년 - 일제강점기의 관료 이각종. (1888년~)
- 1980년 - 일본의 정치인 오히라 마사요시. (1910년~)
- 1982년 - 오스트리아의 동물학자 카를 폰 프리슈. (1886년~)
- 1983년 - 미국의 배우 노마 시어러. (1902년~)
- 1986년 - 대한민국의 소설가, 작가, 언론인 선우휘. (1922년~)
- 1995년 - 이탈리아의 피아니스트 아르투로 베네데티 미켈란젤리. (1920년~)
- 2002년 - 대한민국의 군인, 정치인 정승화. (1929년~)
- 2003년 - 미국의 배우 그레고리 펙. (1916년~)
- 2006년 - 헝가리의 작곡가 리게티 죄르지. (1923년~)
- 2017년 - 대한민국의 뮤지컬 배우 송남영. (1972년~)
- 2021년
  - 대한민국의 역사학자 강덕상. (1931년~)
  - 대한민국의 요리사 임지호. (1956년~)
  - 벨라루스의 스피드스케이팅 선수 이고리 젤레좁스키. (1963년~)
  - 미국의 야구 선수 백상호. (2001년~)
- 2022년
  - 대한민국의 정치인 김학송. (1952년~)
  - 미국의 영화배우 필립 베이커 홀. (1931년~)
- 2023년
  - 미국의 육상 선수 하비 글랜스. (1957년~)
  - 이탈리아의 정치인 실비오 베를루스코니. (1936년~)
  - 일본의 야구 선수 스기시타 시게루. (1925년~)
  - 미국의 영화배우 트리트 윌리엄스. (1951년~)
- 2024년
  - 소련의 우주비행사 뱌체슬라프 주도프. (1942년~)
  - 미국의 농구 선수 제리 웨스트. (1938년~)
  - 대한민국의 레이싱 모델 이해른. (1992년~)
  - 대한민국의 기업인 정문술. (1938년~)

## 기념일
- 세계 아동노동반대의 날(영어판)
- 디아도스 나모라도스(포르투갈어판)(발렌타인 데이): 브라질
- 러빙 데이(영어판): 백인과 다른 인종간 최초의 결혼이 합법적으로 인정받은 것을 기념하는 날, 미국
- 독립기념일: 필리핀
- 러시아의 날: 러시아
- 차코전쟁 기념일(영어판)(Conmemoración de la Guerra del Chaco): 파라과이
- 헬싱키 데이(영어판): 핀란드

## 같이 보기
- 전날: 6월 11일 다음날: 6월 13일 - 전달: 5월 12일 다음달: 7월 12일
- 음력: 6월 12일
- 모두 보기